# Roudenský hřbet
Roudenský hřbet je geomorfologická část Hedečské vrchoviny. Nachází se v její severozápadní části v okrese Ústí nad Orlicí. Nejvyšším vrcholem hřbetu je bezejmenný vrchol 762 m uprostřed hřebínku mezi vrcholy Špička (755 m) a Na Vyhlídce (753 m).

## Geomorfologie
Roudenský hřbet náleží do geomorfologického celku Hanušovická vrchovina, podcelku Branenská vrchovina, okrsku Červenopotoční kotlina a podokrsku Hedečská vrchovina, jejíž je samostatnou částí. Jedná se o asi 3,5 kilometru dlouhý severojižně orientovaný hřbet, který získal své jméno podle názvu spočinku Roudný (677 m) nacházejícího se v jeho jižní části. Na severu jej sedlo, kterým prochází komunikace z Heřmanic do Horní Lipky, odděluje od Jelenovršské vrchoviny, která je již součástí Králického Sněžníku. Na jihu a východě spadají svahy hřbetu do nadřazené Hedečské vrchoviny, na západě pak do Lichkovské brázdy, součásti Kladské kotliny.

## Vodstvo
Celý Roudenský hřbet se nachází v povodí Tiché Orlice. Východní svah odvodňuje její pravý přítok Lipkovský potok, západní pak jeho pravý přítok Heřmanický potok.

## Vegetace
Větší část osy hřbetu a prudší západní svah pokrývá souvislý pás lesa. V mírnějším východním svahu dosahují louky až do vrcholové partie. Významnější stavby se zde žádné nevyskytují. Roudenský hřbet se nachází na území Přírodního parku Králický Sněžník.

## Komunikace
Prostor hřbetu je obsluhován řídkou sítí polních a lesních cest. Osu hřbetu z větší části sleduje červená turistická značená trasa 0415 z Králík na Králický Sněžník. Nejvyšší bod hřbetu ale míjí po východním svahu.